# Esquí acuático en los Juegos Suramericanos de 2014: Slalom femenino
La prueba de slalom femenino de esquí acuático en Santiago 2014 se disputó en la Laguna Los Morros entre los días 7 y 8 de marzo de 2014, en los cuales se celebró la competencia preliminar y final respectivamente. Participaron 12 atletas de esta disciplina.

## Resultados

### Preliminares
| Rank | Nombre                  | País      | Puntaje       | Notas |
| ---- | ----------------------- | --------- | ------------- | ----- |
| 1    | María Delfina Cuglievan | Perú      | 5.00-55-12.00 | Q     |
| 2    | Fernanda Naser          | Chile     | 3.00-55-12.00 | Q     |
| 3    | Valentina González      | Chile     | 2.00-55-12.00 | Q     |
| 4    | Paula Jaramillo         | Colombia  | 1.00-55-12.00 | Q     |
| 5    | María Alejandra de Osma | Perú      | 3.00-55-13.00 | Q     |
| 6    | Silvia Zarrate          | Colombia  | 1.00-55-13.00 | Q     |
| 6    | Ángela Delgado          | Colombia  | 1.00-55-13.00 |       |
| 8    | Valentina Patricio      | Argentina | 6.00-55-16.00 |       |
| 9    | Terhi Gisler            | Argentina | 3.50-55-16.00 |       |
| 10   | Ana Chamorro            | Venezuela | 0.00-46       |       |
| 10   | Vanessa Kronfle         | Ecuador   | 0.00-46       |       |
| 10   | Vanessa Phelan          | Venezuela | 0.00-46       |       |

### Final
| Rank              | Nombre                  | País     | Puntaje       |
| ----------------- | ----------------------- | -------- | ------------- |
| Medalla de oro    | María Delfina Cuglievan | Perú     | 2.50-55-11.25 |
| Medalla de plata  | Fernanda Naser          | Chile    | 2.50-55-12.00 |
| Medalla de bronce | Valentina González      | Chile    | 2.00-55-12.00 |
| 4                 | Paula Jaramillo         | Colombia | 2.00-55-12.00 |
| 5                 | María Alejandra de Osma | Perú     | 1.00-55-12.00 |
| 6                 | Silvia Zarrate          | Colombia | 1.00-55-12.00 |